# Здеслав
Здеслав је био словенски кнез у периоду од 878. до 879. године. Био је из династије Трпимировића.

## Биографија
Здеслав је био син Трпимира. После смрти његовог оца 864. године, започет је велик устанак моћног племића из Книна, Домагоја. Здеслав је био затворен заједно са својом осталом браћом, док су Петар и Мутимир били послати у Цариград. Домагој је умро 876. године и наследио га је његов син. Здеслав га је збацио 878. године уз помоћ Визатније, затворио Домагојеве синове и обновио мир са Венецијом. Здеслав је принзао власт византијског цара Василија I.
Године 879. папа Јован VIII је замолио Здеслава за наоружану пратњу и заштиту његовом легату, који је тада ишао према Бугарској. Раног маја 879. године, Здеслав је био убијен стрелом близу Книна у устанку који је предводио Бранимир, рођак Домагоја, подстакнутим римским папом, који се плашио византијске моћи.